# Лудвиг VII (Хесен-Дармщат)
Лудвиг VII фон Хесен-Дармщат (на немски: Ludwig VII von Hessen-Darmstadt, * 22 юни 1658, Дармщат, † 31 август 1678, Гота) е за кратко през 1678 г. ландграф на Хесен-Дармщат.

## Биография
Той е син на ландграф Лудвиг VI фон Хесен-Дармщат (1630 – 1678) и първата му съпруга Мария Елизабет фон Шлезвиг-Холщайн-Готорп (1634 – 1665).
През 1676 г., чрез херцог Август фон Саксония-Вайсенфелс, Лудвиг VII е приет в литературното общество Fruchtbringende Gesellschaft.
След смъртта на баща му Лудвиг VI на 24 април 1678 г. Лудвиг VII става ландграф на Хесен-Дармщат. Той управлява само 18 седмици и 4 дена и умира на 31 авугуст 1678 г. от дизентерия в Гота, където искал да се сгоди за принцеса Ердмут Доротея фон Саксония-Цайц, дъщеря на херцог Мориц фон Саксония-Цайц. Последван е като ландграф от полубрат му Ернст Лудвиг (1667 – 1739). Регентка е Елизабет Доротея фон Саксония-Гота-Алтенбург, която баща му е определил в завещанието си.